# John Astin
John Allen Astin (Baltimora, 30 marzo 1930) è un attore e regista statunitense, noto per aver interpretato il personaggio di Gomez Addams nella serie televisiva La famiglia Addams (1964-1966).

## Biografia

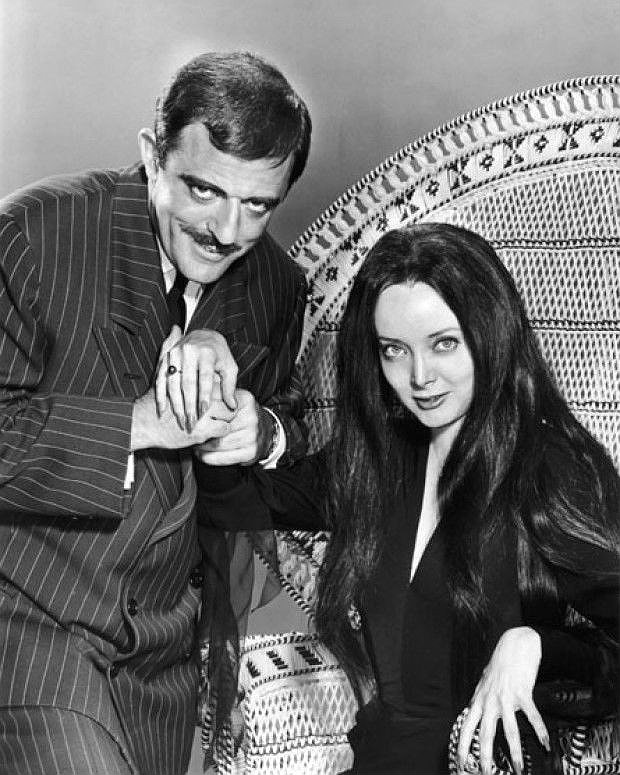
John Astin con Carolyn Jones nella serie televisiva La famiglia Addams (1964)

Astin nasce a Baltimora nel Maryland da Margaret Linnie Mackenzie e dal fisico Allen Varley Astin, direttore del NIST dal 1951 al 1969. Amante della matematica, si iscrisse alla Johns Hopkins University, dove scoprì la passione per la recitazione. Debuttò nei primi anni sessanta a teatro, ed apparve in un ruolo minore al cinema in West Side Story (1961). Il grande successo giunse per Astin nel 1964 con il ruolo di Gomez Addams, protagonista della serie televisiva La famiglia Addams. Negli anni ottanta partecipò anche ad alcuni episodi del telefilm La signora in giallo con Angela Lansbury.

## Vita privata
Astin ha avuto tre figli dalla prima moglie, Suzanne Han: David, Allena e Tom. In seguito al divorzio sposò nel 1972 l'attrice Patty Duke, adottandone il figlio Sean, che assunse il cognome del patrigno, e dalla quale ebbe un figlio biologico di nome Mackenzie Astin, a sua volta attore; Astin e Patty divorziarono nel 1985. Nel 1989 John sposò Valerie Ann Sandobal, con la quale vive tuttora a Baltimora.
Astin è un seguace del Buddismo Nichiren, una variante giapponese del buddismo che segue gli insegnamenti dell'omonimo monaco giapponese del XIII secolo.

## Filmografia parziale

### Attore

#### Cinema
- West Side Story, regia di Jerome Robbins e Robert Wise (1961)
- Il visone sulla pelle (That Touch of Mink), regia di Delbert Mann (1962)
- Rodaggio matrimoniale (Period of Adjustment), regia di George Roy Hill (1962)
- Letti separati (The Wheeler Dealers), regia di Arthur Hiller (1963)
- Fammi posto tesoro (Move Over, Darling), regia di Michael Gordon (1963)
- Il fantasma ci sta (The Spirit Is Willing), regia di William Castle (1967)
- Candy e il suo pazzo mondo (Candy), regia di Christian Marquand (1968)
- Riprendiamoci Forte Alamo! (Viva Max), regia di Jerry Paris (1969)
- Provaci ancora mamma (Bunny O'Hare), regia di Gerd Oswald (1971)
- Mafiosi di mezza tacca e una governante dritta (Every Little Crook and Nanny), regia di Cy Howard (1972)
- Impara a conoscere il tuo coniglio (Get to Know Your Rabbit), regia di Cy Howard (1972)
- Tutto accadde un venerdì (Freaky Friday), regia di Gary Nelson (1976)
- Ma guarda un po' 'sti americani! (European Vacation), regia di Amy Heckerling (1985)
- Body Slam, regia di Hal Needham (1986)
- Voglia di vincere 2 (Teen Wolf Too), regia di Christopher Leitch (1987)
- Il ritorno dei pomodori assassini (Return of the Killer Tomatoes!), regia di John De Bello (1988)
- Gremlins 2 - La nuova stirpe (Gremlins 2: The New Batch), regia di Joe Dante (1990)
- Il silenzio dei prosciutti, regia di Ezio Greggio (1993)
- Sospesi nel tempo (The Frighteners), regia di Peter Jackson (1996)

#### Televisione
- Maverick – serie TV, episodio 4x03 (1960)
- General Electric Theater – serie TV, episodio 9x12 (1960)
- Ai confini della realtà (The Twilight Zone) – serie TV, episodio 2x23 (1961)
- Michael Shayne – serie TV episodio 1x20 (1961)
- Outlaws – serie TV, episodio 2x03 (1961)
- Scacco matto (Checkmate) – serie TV, episodio 2x16 (1962)
- Ben Casey – serie TV, episodio 1x29 (1962)
- Indirizzo permanente (77 Sunset Strip) – serie TV, episodio 4x36 (1962)
- The Greatest Show on Earth – serie TV, episodio 1x09 (1963)
- La famiglia Addams (The Addams Family) – serie TV, 64 episodi (1964-1966)
- Batman – serie TV (1966-1967)
- I Pruitts (The Phyllis Diller Show) – serie TV, 5 episodi (1967)
- Gunsmoke – serie TV, episodio 13x07 (1967)
- Selvaggio west (The Wild Wild West) – serie TV, episodio 2x18 (1967)
- Bonanza – serie TV, episodio 11x13 (1969)
- Il virginiano (The Virginian) – serie TV, episodio 9x24 (1971)
- Mistero in galleria (Night Gallery) – serie TV, 3 episodi (1971-1972)
- Operazione sottoveste (Operation Petticoat) – serie TV, 23 episodi (1977-1978)
- Il mio amico Arnold (Diff'rent Strokes) – serie TV, episodio 7x01 (1984)
- Giudice di notte (Night Court) – serie TV, 11 episodi (1984-1990)
- La signora in giallo (Murder, She Wrote) – serie TV, 5 episodi (1984-1995)
- Le avventure di Brisco County Jr. (The Adventures of Brisco County Jr.) – serie TV, 7 episodi (1993-1994)
- La tata (The Nanny) – serie TV, episodi 3x20-4x09 (1997-1998)
- La nuova famiglia Addams (The New Addams Family) – serie TV, episodi 1x06-1x40 (1998-1999)
- Becker – serie TV, episodio 2x15 (2000)
- Maestro dell'anno - School of Life (School of Life), regia di William Dear – film TV (2005)

### Doppiatore

#### Cinema
- What the Bleep!?: Down the Rabbit Hole, regia di William Arntz, Betsy Chasse e Mark Vicente - documentario (2006)

#### Televisione
- Star Trek - serie televisiva, episodio 1x13 (1966)
- Speciale Scooby (The New Scooby-Doo Movies) - serie animata, episodio 1x03 (1972) - Gomez Addams
- Captain Caveman and the Teen Angels - serie animata, 38 episodi (1977-1980)
- Atteck of the Killer Tomatoes - serie animata, 21 episodi (1990-1991)
- La famiglia Addams (The Addams Family) - serie animata, 21 episodi (1991-1993) - Gomez Addams
- Tazmania - serie animata, 17 episodi (1991-1994)
- Junior combinaguai (Problem Child) - serie animata, 26 episodi (1993-1994)
- Bonkers - Gatto combinaguai (Bonkers) - serie animata, episodio 1x65 (1994)
- Aaahh!!! Real Monsters - serie animata, episodio 1x04 (1994)
- Duckman: Private Dick/Family Man - serie animata, 5 episodi (1994-1997)
- Quak Pack - serie animata, episodio 1x15 (1996)
- Johnny Bravo - serie animata, episodio 1x10 (1997)
- Mignolo e Prof (Pinky and the Brain) - serie animata, episodio 3x11 (1997)
- Ricreazione (Recess) - serie animata, episodio 1x26-2x19-3x02 (1998-1999)
- La famiglia della giungla (The Wild Thornberrys) - serie animata, episodio 1x17 (1999)
- As Told by Ginger - serie animata, episodi 1x14-1x16 (2001)
- Justice League Action - serie animata, episodio 1x49 (2018)

## Radio
- The Cask of Amontillado Redfield Arts Audio Podcast - podcast (2022)
- The Midnight Matinee the Redfield Arts Audio Podcast the Cask of Amontillado - podcast (2023)

## Discografia

### Singoli
- 1965 - Querida Mia/Wallflower Pete

## Doppiatori italiani
Nelle versioni in italiano delle opere in cui ha recitato, John Astin è stato doppiato da:
- Sergio Tedesco in Letti separati, La signora in giallo (ep. 2x02, 2x10)
- Michele Kalamera in Halloween con la famiglia Addams, La signora in giallo (ep. 1x03)
- Gabriele Carrara ne La signora in giallo (ep. 11x16), La tata
- Goffredo Matassi in Maestro dell'anno - School of Life
- Roberto Del Giudice ne Il mio amico Arnold
- Gianfranco Bellini in Fammi posto tesoro
- Sergio Graziani in Sospesi nel tempo
- Ettore Conti in Batman
- Dario De Grassi in Mr. Boogedy
- Mario Cordova ne Il silenzio dei prosciutti
- Pino Locchi ne Il visone sulla pelle
- Gianni Bonagura in Voglia di vincere 2
- Giorgio Lopez in Ma guarda un po' 'sti americani
- Silvio Spaccesi in Gremlins 2 - La nuova stirpe
- Toni Orlandi ne La signora in giallo (ep. 2x07)
- Renzo Stacchi ne La famiglia Addams
- Dario Penne in Tutto accadde un venerdì
- Franco Zucca ne La nuova famiglia Addams

Da doppiatore è sostituito da:
- Stefano De Sando ne La famiglia Addams